# Ba FC
Ba FC – fidżyjski klub piłkarski, mający siedzibę w mieście Ba w północno-zachodniej części wyspy Viti Levu.

## Historia
Chronologia nazw:
- 1935: Ba FA (Football Association)
- 1962: Ba FC

Klub piłkarski Ba FA został założony w mieście Ba w 1935 roku. Klub miał wsparcie ze strony Colonial Sugar Refining Company, która posiadała dużą fabrykę cukru w Ba. W 1940 r. Istniały cztery zespoły grające w lokalnej lidze, a w latach pięćdziesiątych dołączyło ich więcej. Drużyna piłkarska wzięła udział w lidze zorganizowanej przez Northern District Association, w której zespoły z północno-zachodniej części wyspy Viti Levu. W 1962 roku Fiji Indian Football Association zmieniło nazwę na Fiji Football Association, a Ba Indian Football Association zmieniło nazwę na Ba Football Association, dlatego klub zmienił nazwę na Ba FC.  W sezonie 1977 startował w rozgrywkach League Championship i jako beniaminek zdobył swój pierwszy tytuł mistrzowski.

## Sukcesy

### Trofea krajowe
| \| \| Zdobyte trofea w rozgrywkach Fidżi (stan na: 31-12-2017) \| |                                                          |      | |
| Rozgrywki                                                         | Osiągnięcie                                              | Razy | Sezon(y) |
| Mistrzostwo                                                       | I miejsce                                                | 20   | 1977, 1979, 1986, 1987, 1992, 1994, 1995, 1999, 2001, 2002, 2003, 2004, 2005, 2006, 2008, 2010, 2011, 2012, 2013, 2016 |
| Mistrzostwo                                                       | II miejsce                                               | 5    | 1984, 1998, 2000, 2014, 2017                                                                                           |
| Mistrzostwo                                                       | III miejsce                                              | 4    | 1983, 1997, 2007, 2009                                                                                                 |
| Puchar                                                            | zdobywca                                                 | 8    | 1991, 1997, 1998, 2004, 2005, 2006, 2007, 2010                                                                         |
| Puchar                                                            | finalista                                                | 2    | 2012, 2013 |
| Fidżi                                                             | Zdobyte trofea w rozgrywkach Fidżi (stan na: 31-12-2017) |      | |

- Inter-District Championship:
  - zdobywca (22x): 1961, 1963, 1966, 1967, 1968, 1970, 1975, 1976, 1977, 1978, 1979, 1980, 1982, 1986, 1991, 1996, 1997, 2000, 2003, 2004, 2006, 2007
- Battles of Giants:
  - zdobywca (14x): 1979, 1981, 1984, 1990, 1992, 1993, 1998, 1999, 2000, 2001, 2006, 2007, 2008, 2009

## Występy w rozgrywkachOFC
Legenda do wszystkich tabel:
- Q – runda eliminacyjna, 1/16, 1/8, 1/4, 1/2 – odpowiednia faza rozgrywek, Grupa – runda grupowa, 1r gr – pierwsza runda grupowa, 2r gr – druga runda grupowa, F – finał, R – runda, PO – play-off
- k. – rzuty karne, los. – losowanie, Dogr. – dogrywka, w. – zasada bramek strzelonych na wyjeździe

| Sezon   | Rozgrywki     | Runda   | Klub                | Dom | Wyjazd | Ogólnie    |
| ------- | ------------- | ------- | ------------------- | --- | ------ | ---------- |
| 2007    | Liga Mistrzów | Grupa B | Marist FC           | 3–2 | 2–0    | 1. miejsce |
| 2007    | Liga Mistrzów | Grupa B | AS Temanava         | 1–1 | 1–0    | 1. miejsce |
| 2007    | Liga Mistrzów | F       | Waitakere United    | 2–1 | 0–1    | 2–2 (w.)   |
| 2007/08 | Liga Mistrzów | Grupa B | Kossa FC            | 0–2 | 2–4    | 3. miejsce |
| 2007/08 | Liga Mistrzów | Grupa B | Tafea FC            | 1–0 | 1–2    | 3. miejsce |
| 2008/09 | Liga Mistrzów | Grupa B | Koloale FC          | 0–0 | 0–1    | 3. miejsce |
| 2008/09 | Liga Mistrzów | Grupa B | PRK Hekari United   | 2–1 | 3–1    | 3. miejsce |
| 2011/12 | Liga Mistrzów | Grupa A | AS Mont-Dore        | 2–1 | 1–0    | 3. miejsce |
| 2011/12 | Liga Mistrzów | Grupa A | Waitakere United    | 0–4 | 3–2    | 3. miejsce |
| 2011/12 | Liga Mistrzów | Grupa A | AS Tefana           | 1–4 | 0–5    | 3. miejsce |
| 2012/13 | Liga Mistrzów | Grupa A | Amicale FC          | 2–1 | 2–0    | 1. miejsce |
| 2012/13 | Liga Mistrzów | Grupa A | Solomon Warriors FC | 2–2 | 5–0    | 1. miejsce |
| 2012/13 | Liga Mistrzów | Grupa A | PRK Hekari United   | 3–1 | 2–0    | 1. miejsce |
| 2012/13 | Liga Mistrzów | 1/2     | Auckland City FC    | 1–6 | 0–1    | 1–7        |
| 2013/14 | Liga Mistrzów | Grupa C | AS Magenta          | 2–0 | 2–0    | 1. miejsce |
| 2013/14 | Liga Mistrzów | Grupa C | Tafea FC            | 4–0 | 4–0    | 1. miejsce |
| 2013/14 | Liga Mistrzów | Grupa C | PRK Hekari United   | 1–1 | 1–1    | 1. miejsce |
| 2013/14 | Liga Mistrzów | 1/2     | Amicale FC          | 1–2 | 0–0    | 1–2        |

## Stadion
Klub rozgrywa swoje mecze domowe na stadionie Govind Park w Ba, który może pomieścić 13500 widzów.